# 钟山镇 (仙游县)
钟山镇是中国福建省莆田市仙游县下辖的一个镇。

## 行政区划
钟山镇下辖以下地区：
钟山村、南兴村、西林村、新莲村、东溪村、卓泉村、湖亭村、鸣和村、天珠村、朗桥村、麦斜村、梅洋村、香山村、南湖村、临水村和汾山村。